# Masdevallia copiosa
Masdevallia copiosa är en orkidéart som beskrevs av Friedrich Fritz Wilhelm Ludwig Kraenzlin. Masdevallia copiosa ingår i släktet Masdevallia och familjen orkidéer. Inga underarter finns listade i Catalogue of Life.